# Маркман, Пётр Фёдорович
Пётр Фёдорович Маркман (род. 20 сентября 1946, Киев) — архитектор, архитектор интерьеров, доцент КНУБА. Глава Союза архитекторов Украины. Член жюри национальной премии «City Awards». Профессор Международной Академии архитектуры. Президент Национального Клуба архитекторов. Соорганизатор конкурсов «АРТЕКА» и «ДАСФЕСТ». Член жюри международного конкурса гитаристов имени Владимира Молоткова, лауреат Государственной премии Украины в области архитектуры. 

## Биография
Пётр Фёдорович Маркман родился 20 сентября 1946 года в Киеве. В 1970 году окончил Киевский инженерно-строительный институт. С 1970 по 1977 год работал в НИПИ градостроительства. С 1977 года по 1980 год работал в институте «Дипрокино». С 1980 года по 1988 год работал в институте «УкрНИИпроектреставрация». С 1988 года по 1991 год работал в Дизайн-проекте Союза дизайнеров СССР. С 1992 года работает доцентом кафедры дизайна архитектурной среды в Киевском инженерно-строительном институте.

## Цитаты
Как заметил Пётр Фёдорович Маркман: 

Для меня самые важные места, которые в моем сознании Киев выделяют по совокупности среди других городов, хотя я думаю, что такая калька где-то существует ещё, — это киевские пляжи вдоль Днепра и на его заливах, затоках, и это киевские проходные дворы, в разные временные определяющие моменты — утром, поздно вечером, в разное состояние погоды, например, в дождь. Эти два понятия для меня одно из проявлений духа места Киева. Прелесть этих мест в том, что с центрального пляжа, когда ты находишься буквально в 300 метрах от центра города, от Крещатика, ты видишь Андреевскую церковь. И даже если ты не являешься православным христианином, её силуэт — это знаковый момент.